# Ewa Klamt

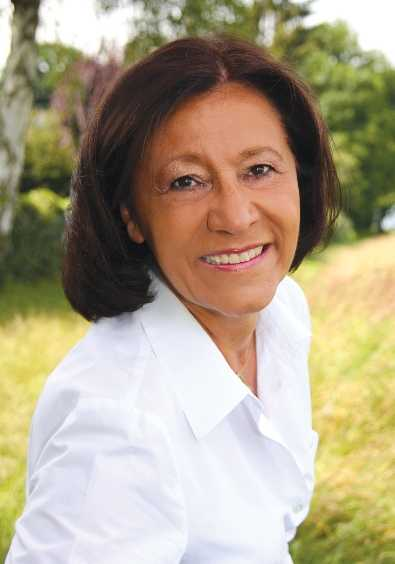
Ewa Klamt (2009)

Ewa Klamt (n. 26 mai 1950, Straubing) este un om politic german, membru al Parlamentului European în perioada 1999-2004 din partea Germaniei. Este membră a partidului CDU.
1. ↑  basic data about the members of the Bundestag, accesat în 13 aprilie 2018
2. ↑  „Ewa Klamt”, Gemeinsame Normdatei, accesat în 9 aprilie 2014
3. ↑  basic data about the members of the Bundestag, accesat în 28 decembrie 2018
4. ↑  Deputații în Parlamentul European